# Centrale van Bouw en Hout
De Centrale van Bouw en Hout was een Belgische vakcentrale die aangesloten was bij de Syndikale Kommissie.

## Historiek
De organisatie was ontstaan uit de fusie van de Centrale Vereeniging der Bouwwerkers, de Centrale Unie der Schilders en de Centrale der Houtbewerkers op 1 januari 1920. Nationaal secretaris was Jaak Verdonck. Op 31 december 1920 vond de fusie van deze centrale met de Centrale der Fabriekwerkers plaats, hieruit ontstond de Algemene Centrale der Bouw- en Ameublementarbeiders en der Gemengde Vakken van België (ACBAGVB).